# Madarak (film)
A Madarak (eredeti cím: The Birds) 1963-ban bemutatott színes (Technicolor) amerikai horrorfilm Alfred Hitchcock rendezésében. Hitchcock filmjei közül ez áll a legközelebb a hagyományos értelemben vett horror műfajához. Daphne du Maurier kisregényét vitte vászonra.

## Cselekmény
|  | Alább a cselekmény részletei következnek! |

Az elegáns fiatal hölgy, Melanie Daniels (Tippi Hedren) egy San Franciscó-i állatkereskedésben nézelődik, amikor találkozik Mitch Brenner (Rod Taylor) ügyvéddel. Mitch egy pár törpepapagájt szeretne vásárolni kishúga 11. születésnapjára; felismeri Melanie-t egy korábbi ügyből kifolyóan, de úgy tesz, mintha az üzlet alkalmazottjának nézné. Melanie elhatározza, hogy viszonozza az ugratást: megvásárolja a madárpárt, és elautózik Bodega Bay-be, egy csendes tengerparti városba, ahol Mitch a hétvégét tölti húgával és édesanyjával. Nem sokkal azután, hogy megérkezik, Melanie-t megtámadja egy sirály, de ez csak a kezdete egy egyre növekvő madársereg által végrehajtott támadássorozatnak.
|  | Itt a vége a cselekmény részletezésének! |

## Alkotók
- Madáridomító: Ray Berwick
- Főcím: James Poallack
- Illusztrátor: Albert Whitlock

## Szereplők
| Szereplő                                | Színész             | Magyar hang     |
| --------------------------------------- | ------------------- | --------------- |
| Mitch Brenner                           | Rod Taylor          | Fülöp Zsigmond  |
| Lydia Brenner                           | Jessica Tandy       | Schubert Éva    |
| Melanie Daniels                         | Tippi Hedren        | Piros Ildikó    |
| Annie Hayworth                          | Suzanne Pleshette   | Szabó Éva       |
| Cathy Brenner                           | Veronica Cartwright | Marton Lívia    |
| Mrs. Bundy (idősebb ornitológus)        | Ethel Griffies      | Náray Teri      |
| Sebastian Sholes (horgász a vacsoránál) | Charles McGraw      | Perlaki István  |
| Mrs. MacGruder (állatbolti eladó)       | Ruth McDevitt       | Győri Ilona     |
| Deke Carter (szakács a vacsoránál)      | Lonny Chapman       | Surányi Imre    |
| Helen Carter                            | Elizabeth Wilson    | Czigány Judit   |
| Utazó                                   | Joe Mantell         | Szatmári István |
| Anyuka a kávézóban                      | Doreen Lang         | Földessy Margit |
| Al Malone seriffhelyettes               | Malcolm Atterbury   | Kéry Gyula      |
| Lány a születésnapi partin              | Morgan Brittany     | N/A             |
| Rádióbemondó                            | N/A                 | Bozai József    |
| Kutyasétáltató férfi                    | Alfred Hitchcock    | nem szólal meg  |

## Háttér
A filmet a regény mellett valós események is inspirálták: 1961-ben a kaliforniai Montereyi-öböl partjainál tömegesen támadtak meg embereket egy mérgező alga hatása miatt agresszívvá vált tengeri madarak.
Forgatás közben Hitchcock az idegösszeomlás szélére kergette Tippi Hedren színésznőt. Úttörő módon alkalmazza a maszkolás technikáját, ami a műmadarak és az igazi madarak kombinálásával minden támadást gyötrelmes élménnyé tett. A különös zenei hangok összeolvadnak a madarak fenyegető rikácsolásával. Számos jelenetet szabadban forgattak, de túlnyomórészt az Universal Studios műtermeit használták.